# 沙漠三日
《沙漠三日》（英語：3 Nights in the Desert）是一部2014年的美國劇情電影，由加布里埃爾·考恩執導，Adam Chanzit編劇，主演是韋斯·賓尼、文森特·皮亞扎和愛波·塔布琳。
本片於2014年1月4日在棕櫚泉國際影展上首映，隨後於2014年10月18日在雙城電影節（Twin Cities Film Festival）播映。本片在2015年早期進行有限上映。

## 劇情
講述三名疏遠的朋友重聚一起慶祝30歲生日，同時也緬懷他們如何差點組成搖滾樂隊。

## 演員
- 韋斯·賓尼
- 文森特·皮亞扎
- 愛波·塔布琳

## 發行
本片於2015年早期在美國戲院公映，隨後發行DVD和串流播放。

### 影展
《沙漠三日》被選在影展裡播映：
- 2014年——棕櫚泉國際影展
- 2014年——雙城電影節

## 外部連結
- 官方网站
- 互联网电影数据库（IMDb）上《3 Nights in the Desert》的资料（英文）
- AllMovie上《3 Nights in the Desert》的资料（英文）
- 爛番茄上《3 Nights in the Desert》的資料（英文）